# 楠本君恵
楠本 君恵（くすもと きみえ、1943年 - ）は、英国児童文学研究者、法政大学名誉教授。
山梨県生まれ。山梨大学学芸学部卒、早稲田大学大学院修士課程修了。高校教師をへて、法政大学経済学部助教授、教授。2011年定年退任、名誉教授。日本ルイス・キャロル協会会員。沢登君恵の名で翻訳をおこなう。1981年『金色の影』で旺文社児童文学翻訳賞受賞。2001年『翻訳の国の「アリス」』で日本児童文学学会賞奨励賞受賞。

## 著書
- 『翻訳の国の「アリス」 ルイス・キャロル翻訳史・翻訳論』未知谷 2001
- 『出会いの国の「アリス」 ルイス・キャロル論・作品論』未知谷 2007
- 『まざあ・ぐうすマザー・グース』未知谷 2010
- 『マザー・グースのイギリス』未知谷 2010

### 翻訳
- ヘレン・ブッシュ『海辺のたから』沢登君恵訳 ぬぷん児童図書出版 1977
- メイベル・アラン『青い海の歌作』沢登君恵訳 ぬぷん児童図書出版 1978
- ガーフィールド,ブリッシェン『金色の影』沢登君惠訳 チャールズ・キーピング絵 ぬぷん児童図書出版 1981
- リオン・ガーフィルド作 マーガレット・チェンバレン絵『なかよくあいこだ半分こ』沢登君恵訳 ぬぷん児童図書出版 1981
- メイベル・アラン『緑の指の見えた日』沢登君恵訳 ぬぷん児童図書出版 1982
- ジーン・C.ジョージ『太陽への道』沢登君恵訳 ぬぷん児童図書出版 1984
- レオン・ガーフィールド『ジョン・ダイアモンド』沢登君恵訳 ぬぷん児童図書出版 1985
- マイクル・モーパーゴ『イッカククジラがきた浜辺』沢登君恵訳 ぬぷん児童図書出版 1988
- マイクル・モーパーゴ『子ギツネたちのゆくえ』沢登君恵訳.ぬぷん児童図書出版 1988
- コリン・シール『ジョディの旅』沢登君恵訳 ぬぷん児童図書出版 1990
- ルイス・キャロル『不思議の国のアリス』論創社 2006
- ルイス・キャロル『不思議の国のアリス With artwork by草間彌生』グラフィック社 2013

## 注
1. ↑  『まざあ・ぐうすマザー・グース』著者紹介